# Церква Преображення Господнього (Підлисся)
Церква Преображення Господнього — діючий греко-католицький парафіяльний храм першої половини XVIII століття в с. Підлисся, Золочівського району Львівської області. Пам'ятка архітектури національного значення.

## Історія
Церква Преображення Господнього, споруджена у 1735 році та являє собою значний інтерес як витвір народної архітектури галицької школи.
Церква, нині діюча та перебуває у користуванні греко-католицької парафії сіл Розваж та Підлисся. Також в певні дні свої богослужіння тут проводить парох громади ПЦУ с. Підлисся.
Розташована у центрі села, при дорозі, на видовженій рівній ділянці. Датується за надписом на одвірку головних дверей. Дерев'яна, складається з трьох частин, трикупольна. Складається з квадратної в плані нави, меншого квадратного нартексу та гранованого східного зрубу. У 1865 році до бабинця прибудований тамбур, а у 1883 році — приміщення до східного зрубу. Центральний об'єм накрито куполом на восьмерику, бічні купола посаджені безпосередньо на двосхилі дашки. Споруда, з трьох боків, крім західного, оточена піддашшям на виносних балках.  